# Christian Gaidet
Christian Gaidet (* 31. Dezember 1963 in Bourg-Saint-Maurice) ist ein ehemaliger französischer Skirennläufer.

## Karriere
Gaidet feierte seine ersten internationalen Erfolge bei der Winter-Universiade 1983 in Sofia als er Gold in der Kombination sowie Silber im Slalom gewann.
1985 nahm er das erste Mal an Alpinen Skiweltmeisterschaften teil, wobei er bei seinem einzigen Start im Riesenslalom den 12. Platz belegte.
Im darauffolgenden Winter 1985/86 hatte Gaidet seine erfolgreichste Saison. Im Riesenslalom konnte er sich in der Weltspitze etablieren, unter anderem erreichte er beim Rennen von Lake Placid mit Rang 4 seine beste Platzierung im Weltcup.
In den darauffolgenden Jahren konnte Gaidet jedoch nicht mehr ganz an dieses Niveau anknüpfen. So erreichte er zwar weiter die Punkteränge im Weltcup, allerdings gelang ihm nicht der große Durchbruch.
1988 wurde er für die Olympischen Winterspielen in Calgary nominiert. Im Riesenslalom belegte er den 18. Rang, im Slalom schied er aus.
Seine letzten Weltcuppunkte gewann Gaidet am 14. Januar 1990 mit Platz 15 im Riesenslalom von Alta Badia, danach trat er nicht mehr als Rennläufer in Erscheinung.

## Erfolge

### Olympische Winterspiele
- Calgary 1988: 18. Riesenslalom, DNF Slalom

### Weltmeisterschaften
- Bormio 1985: 12. Riesenslalom
- Crans-Montana 1987: DNF Riesenslalom[1], DNF Slalom[2], DNF Alpine Kombination[3]
- Vail 1989: 10. Riesenslalom, DNF Slalom[4]

### Weltcup
- 11 Platzierungen unter den besten 10

### Universiade
- Sofia 1983: 1. Kombination, 2. Slalom

### Weitere Erfolge
- Französischer Meister im Riesenslalom (1986)
- Französischer Meister im Slalom (1985)